# Droga magistralna M8 (Białoruś)
Droga magistralna M8 (biał. Магістраль М8, ros. Магистраль М8) – trasa szybkiego ruchu na Białorusi. Zaczyna się ona przy przejściu granicznym w Newel na granicy białorusko-rosyjskiej. Magistrala biegnie w kierunku południowym, przez miasta Witebsk, Orsza, Mohylew i Homel. M8 kończy swój bieg przy przejściu granicznym w Nowej Hucie na granicy białorusko-ukraińskiej. Droga ta jest na całej długości częścią trasy europejskiej E95.